# Manopus simillimus
Manopus simillimus är en skalbaggsart som beskrevs av Moser 1926. Manopus simillimus ingår i släktet Manopus och familjen Melolonthidae. Inga underarter finns listade i Catalogue of Life.